# Kaukasisk nålkörvel
Kaukasisk nålkörvel (Scandix iberica) är en flockblommig växtart som beskrevs av Friedrich August Marschall von Bieberstein. Kaukasisk nålkörvel ingår i släktet nålkörvlar, och familjen flockblommiga växter. Arten förekommer tillfälligt i Sverige, men reproducerar sig inte.